# 邁瓦特恩湖
54°15′S 36°31′W / 54.250°S 36.517°W
邁瓦特恩湖（英語：Maivatn），是南極洲的湖泊，位於南喬治亞群島，處於撒切爾半島北部，海拔高度39米，在1990年由英國南極名稱諮詢委員會命名，由英國海外領土管轄。